# Harold Lozano
John Harold Lozano Prado (* 30. März 1972 in Cali) ist ein ehemaliger kolumbianischer Fußballspieler. Er spielte überwiegend im defensiven Mittelfeld und kam im Laufe seiner Karriere für Vereine in Kolumbien, Brasilien, Mexiko und Spanien zum Einsatz. Mit der Nationalmannschaft nahm er an zwei Weltmeisterschaften teil.

## Karriere

### Verein
Harold Lozano begann seine Profikarriere 1991 bei América de Cali und absolvierte dort über 120 Spiele in der Categoría Primera A. Mit dem Klub erreichte er 1992 das Finale der kolumbianischen Meisterschaft und nahm mehrfach an der Copa Libertadores teil. 1995 wechselte er nach Brasilien zum SE Palmeiras nach São Paulo, kam dort jedoch nur auf wenige Einsätze. Noch im selben Jahr zog er weiter nach Mexiko, wo er sich dem Traditionsverein Club América anschloss und sich rasch als Stammspieler im Mittelfeld etablierte. Zur Saison 1996/97 unterschrieb er beim spanischen Erstligisten Real Valladolid, für den er sechs Jahre lang spielte und zu einem der zentralen Akteure im defensiven Mittelfeld avancierte. Während seiner Zeit in Valladolid bestritt er über 130 Ligaspiele und wurde unter anderem für sein taktisches Spielverständnis und seine Führungsqualitäten geschätzt.
Anschließend wechselte er für die Saison 2002/03 zum RCD Mallorca, mit dem er die Copa del Rey 2002/03 gewann. Seine Karriere ließ er beim mexikanischen Verein CF Pachuca ausklingen, mit dem er im selben Jahr die Apertura-Meisterschaft 2003 der Primera División Mexicana gewann.

### Nationalmannschaft
Lozano nahm 1992 mit der kolumbianischen Olympiaauswahl an den Olympischen Sommerspielen in Barcelona teil. In der Vorrunde traf Kolumbien auf Gastgeber Spanien (0:4), Ägypten (1:2) und Katar (2:1). Lozano kam in allen drei Partien zum Einsatz. Die Mannschaft schied mit nur einem Sieg als Gruppendritter aus.
Sein Debüt in der A-Nationalmannschaft gab Lozano im März 1993 beim Freundschaftsspiel gegen Peru. Im selben Jahr nahm er an der Copa América 1993 in Ecuador teil. Kolumbien gewann in der Vorrunde gegen Mexiko mit 2:1, spielte gegen Argentinien 1:1-Unentschieden und unterlag Bolivien mit 1:2. Lozano kam in allen drei Spielen zum Einsatz. Im Viertelfinale besiegte Kolumbien Uruguay nach Elfmeterschießen. Im Halbfinale unterlag man Mexiko mit 0:1 und erreichte nach einem 1:0-Erfolg gegen Ecuador den dritten Rang. Lozano spielte in fünf der sechs Partien.
Bei der Fußball-Weltmeisterschaft 1994 in den Vereinigten Staaten war er Teil des kolumbianischen Aufgebots. Nach Niederlagen gegen Rumänien (1:3) und die USA (1:2) sowie einem 2:0-Sieg gegen die Schweiz schied Kolumbien in der Vorrunde aus. Lozano kam dabei nur im letzten Gruppenspiel gegen die Schweiz zum Einsatz und erzielte den 2:0-Treffer. Zwei Jahre später nahm er an der Copa América 1995 in Uruguay teil. In der Gruppenphase spielte Kolumbien 1:1 gegen Peru, gewann 1:0 gegen Ecuador und unterlag 2:3 gegen Brasilien. Im Viertelfinale besiegte man Paraguay mit 5:4 im Elfmeterschießen. Das Halbfinale ging mit 2:3 gegen Uruguay verloren. Im Spiel um Platz drei gewann Kolumbien erneut gegen die USA mit 4:1. Lozano wurde in fünf der sechs Turnierspiele eingesetzt.
Auch bei der Fußball-Weltmeisterschaft 1998 in Frankreich gehörte Lozano zum kolumbianischen Team. In der Vorrunde gewann Kolumbien gegen Tunesien mit 1:0, verlor jedoch gegen Rumänien und England und schied als Gruppendritter aus. Lozano absolvierte alle drei Spiele über die volle Spielzeit. Bei der Copa América 1999 in Paraguay bestritt Kolumbien drei Gruppenspiele gegen Argentinien (0:1), Uruguay (1:0) und Ecuador (2:1). Im Viertelfinale schied die Mannschaft mit 2:3 gegen Chile aus. Lozano wurde in allen vier Partien eingesetzt.
Sein letztes Länderspiel bestritt Harold Lozano am 19. November 2003 bei einem 1:1 gegen Argentinien im Rahmen der Qualifikation zur Fußball-Weltmeisterschaft 2006. Insgesamt kam er zwischen 1993 und 2003 auf 48 Länderspiele und erzielte dabei drei Tore.

## Erfolge
América de Cali
- Kolumbianischer Meister: 1992

RCD Mallorca
- Sieger der Copa del Rey: 2002/03

CF Pachuca
- Mexikanischer Meister: 2003

Kolumbien
- Dritter Platz bei der Copa América: 1993, 1995

## Nach der Karriere
Lozano ließ sich 2014 für die Wahl in die Repräsentantenkammer aufstellen, wurde aber nicht hineingewählt.